# 新井美羽
新井 美羽（あらい みう、2006年〈平成18年〉9月17日 - ）は、日本の女優（元・子役）である。
東京都出身。キャロット、スマイルモンキーを経てトップコート所属。妹は子役の新井琉月。

## 略歴・人物
2017年に大河ドラマ『おんな城主 直虎』、連続テレビ小説『わろてんか』で主人公の子供時代を演じた。
キャロット、スマイルモンキー を経て、2020年4月1日からトップコートに所属。
趣味はダンス、特技はダンス・英語・逆立ち・お絵かき・歌、乗馬。

## 出演

### 映画
- じんじん（2013年5月公開）
- 謝罪の王様（2013年9月28日公開、東宝） - 主人公の姉（幼少期）役
- 幼な子われらに生まれ（2017年8月26日公開） - 恵理子 役
- DTC -湯けむり純情篇- from HiGH&LOW（2018年9月28日公開、HI-AX / 松竹） - メグミ 役
- NAGISA（2019年4月公開、沖縄県恩納村の地域発信映画） - 渚 役
- 漫画誕生（2019年11月30日公開、アースゲート/contrail） - フランスの少年 役
- みをつくし料理帖（2020年10月16日公開、東映）
- ディア・ファミリー（2024年6月14日公開、東宝） - 坪井寿美 役[4]
- 雪の花 -ともに在りて-（2025年1月24日公開、松竹） - お愛 役[5][6]
- BAUS 映画から船出した映画館（2025年3月21日公開、boid / コピアポア・フィルム）[7]
- 青春ゲシュタルト崩壊（2025年6月13日公開、ナカチカピクチャーズ） - 中条月加 役[8][9]

### テレビドラマ
- 謎解きはディナーのあとで 第6話（2011年11月22日、フジテレビ） - 藤倉里香 役
- 金曜プレステージ（フジテレビ）
  - 女検視官･江夏冬子〜血だまりの滴〜（2012年5月11日） - 浅倉春菜（幼少期）役
  - 赤い霊柩車31 -追憶の彼岸花-（2013年4月19日） - 本庄結衣 役
- リーガル・ハイ 第6話（2012年5月22日、フジテレビ） - 醤油のCMの女の子 役
- シニカレ 最終週（2012年、nottv） - ルリ子の娘 役
- まほろ駅前番外地 第1話（2012年1月11日、テレビ東京） - 西村つな 役
- 小暮写眞館（2012年3月31日 - 4月21日、NHK BSプレミアム） - 花菱風子 役
- ガリレオ 第1話（2013年4月15日、フジテレビ）
- 花の鎖（2013年9月17日、フジテレビ） - 前田梨花（幼少期）役
- あさきゆめみし 〜八百屋お七異聞（2013年9月19日 - 11月21日、NHK総合テレビ） - ツル 役
- かすてぃら（2013年5月6日 - 10日、NHK BSプレミアム） - 佐野玲子 役
- ハクバノ王子サマ 第2話 - 最終話（2013年10月10日 - 12月27日、読売テレビ制作・日本テレビ） - 原みお 役
- 連続テレビ小説（NHK）
  - 花子とアン（2014年） - 育子 役
  - わろてんか 第1回 - 第6回（2017年10月2日 - 7日） - 藤岡てん（幼少期）役
  - ちむどんどん（2022年7月11日 - 12日） - 西郷めぐみ 役
- 医龍4〜Team Medical Dragon〜 最終回（2014年3月20日、フジテレビ）
- HERO 第5話（2014年8月11日、フジテレビ） - みく 役
- 赤と黒のゲキジョースペシャルドラマ 上流階級〜富久丸百貨店外商部〜（2015年1月16日、フジテレビ） - 鮫島静緒（演:竹内結子の幼少期）役
- 恋仲 第5話（2015年8月17日、フジテレビ） - 怜奈 役
- 世にも奇妙な物語 25周年記念! 秋の2週連続SP「事故物件」（2015年11月28日、フジテレビ） -  早瀬朱理 役
- ナオミとカナコ 第1話（2016年1月14日、フジテレビ） - 篠田弘美（演：徳永えりの幼少期） 役
- マネーの天使〜あなたのお金、取り戻します!〜 第9話（2016年3月3日、読売テレビ） - 仲川えりか（幼少期）役
- 家政夫のミタゾノ 第1シリーズ 第7話（2016年11月22日、テレビ朝日） - 松丸りん 役
- 大河ドラマ（NHK）
  - おんな城主 直虎 第1回 - 第4回・第14回（2017年1月8日 - 29日・4月9日） - おとわ（幼少期）/ 竜宮小僧 役[10]
  - べらぼう〜蔦重栄華乃夢噺〜 第13回・第14回（2025年3月30日・4月6日） - さえ 役[11]
- ゆとりですがなにか 純米吟醸純情編（2017年7月3日・9日、日本テレビ） - 笠木未来 役
- 昔話法廷 第7話「ヘンゼルとグレーテル」裁判（2017年8月14日、NHK Eテレ） - グレーテル 役
- 刑事ゆがみ 第6話（2017年11月16日、フジテレビ） - 星月光希 役
- インベスターZ（2018年7月14日 - 9月29日、テレビ東京） - 財前愛子 役
- この世界の片隅に（2018年7月15日 - 9月16日、TBSテレビ） - 浦野すず（幼少期）役
- 少年寅次郎 第2話（2019年10月26日、NHK総合） - 冬子（御前様の娘） 役
- 病室で念仏を唱えないでください 第5話（2020年2月24日、TBS） - 成瀬真奈 役
- 捨ててよ、安達さん。（2020年4月18日 - 7月4日、テレビ東京） - 安達さんの娘 役/10年前の安達さん 役[12]
- この恋あたためますか 第7話（2020年12月1日、TBS）
- 月曜プレミア8 「脳科学弁護士 海堂梓 ダウト」（2021年4月12日、テレビ東京） - 冬川楓 役
- 半径5メートル 第6話（2021年6月4日、NHK総合） - 内山由依 役
- ライオンのおやつ（2021年6月10日 - 8月15日、NHK BSプレミアム） - 坂口梢 役
- 愛しい嘘〜優しい闇〜（2022年1月14日 - 3月4日、テレビ朝日） - 野瀬優美（中学時代） 役
- 善人長屋 第6話（2022年8月12日、NHK BSプレミアム・BS4K） - お佳代（少女期） 役
- 悪女のすべて 第13話（2022年9月3日、BS松竹東急） - 百合園凛子（少女時代）役
- 100万回 言えばよかった（2023年1月13日 - 3月17日、TBSテレビ） - 相馬悠依（中学時代）役
- 明日、私は誰かのカノジョ シーズン2（2023年5月3日 - 6月28日、毎日放送・TBSテレビ） - 心音 役[13]
- 下剋上球児 第5話（2023年11月12日、TBSテレビ） - 越前恵美 役[14]
- うちの弁護士は手がかかる 第6話（2023年11月17日、フジテレビ） - 麻生光希 役
- 彼のいる生活（2024年4月12日 - 、TOKYO MX） - 夏川沙紀 役[15]
- 藤子・F・不二雄 SF短編ドラマ シーズン2「アン子 大いに怒る」（2024年4月21日、NHK BS）[16]
- コトコト〜おいしい心と出会う旅〜 新潟編（2024年冬、NHK総合・NHK BSプレミアム4K）[17][18]
- スカイキャッスル（2024年7月25日 - 9月26日、テレビ朝日） - 浅見瑠璃 役[19]
- まどか26歳、研修医やってます! 第7話（2025年2月25日、TBS） - 坂本裕乃 役[20]
- なんで私が神説教（2025年4月12日 - 6月14日、日本テレビ） - 太田璃子 役[21]
- 浅草ラスボスおばあちゃん 第7話（2025年8月16日、東海テレビ・フジテレビ） - 日向舟子 役[22]

### 配信ドラマ
- なんで私まで神説教!?（2025年6月7日・14日、Hulu） - 太田璃子 役[23]

### ラジオドラマ
- FMシアター（NHK-FM）
  - 『14年目のハッピーバースデー』（2025年3月8日） - 萌 役[24]

### 吹き替え

#### 映画（吹き替え）
- ワンダーウーマン（2017年） - ダイアナ（幼少期） 役〈リリー・アスペル〉[25]
- gifted/ギフテッド（2018年） - メアリー・アドラー 役〈マッケナ・グレイス〉[26]
- アントマン&ワスプ（2018年） - ホープ（幼少期） 役〈マデリーン・マックグロウ〉[27]
- クリスマス・クロニクル（2018年） - ケイト・ピアース 役〈ダービー・キャンプ〉[28]
- トゥループ・ゼロ〜夜空に恋したガールスカウト〜（2020年） - クリスマス・フリント 役〈マッケナ・グレイス〉[29]
- クリスマス・クロニクル PART2（2020年） - ケイト・ピアース 役〈ダービー・キャンプ〉

#### アニメ
- みんなあつまれ! ワンダーパーク（2019年） - ジューン 役

### テレビ番組
- だい！だい！だいすけおにいさん!!（Hulu、2017年12月8日 - ） :- ミニャ 役[30]
- 潜れ!さかなクン（NHK、2018年3月30日）
- ジブリのうた（NHK、2018年8月6日）
- 潜れ!さかなクン「世界遺産　長崎・五島の海へ」（NHK、2019年1月5日）
- チコちゃんに叱られる!（NHK、2019年3月15日）

### CM
- ベネッセ こどもちゃれんじEnglish（2010年11月 - 2011年3月末）
- 住友林業 企業広告 「大切な人 篇」（2011年9月25日 - 2012年9月25日）
- KDDI au 「あたらしい自由。 篇」（2012年1月中旬 - 4月）
- ライオン 香りとデオドラントのソフラン（2012年3月中旬 - 9月）
- ABCマート 「Ankle Boots Collection アンクルブーツ 篇」（2012年9月25日 - 12月）
- セディナカード 「はじめてのオートローン 篇」（2012年9月30日 - 2013年3月）
- セブン-イレブン ポケモンスタンプラリー2013（2013年7月11日 - 8月15日）
- ケンタッキーフライドチキン 「スージー・ズー 篇」（2013年11月22日 - 12月25日）
- 東京ガス 家族の絆 「まほちゃんの作戦 篇」（2013年12月21日 - 2014年1月20日）
- J:COM ZAQ 「リボン 篇」（2014年2月5日 - 5月）
- 日清食品 つけ麺の達人 「達人家族 篇」（2014年3月17日 - 2015年3月17日）
- ダスキン 窓用フィルム 「かぞくにダスキン 篇」（2014年4月 - ）
- 第一生命 「一生涯のパートナー 2つのぬいぐるみ」篇（2015年7月 - ）
- ヒガシマル醤油 「まろやかごまぽんず篇」「まろやか玉ねぎぽんず篇」（2017年6月 - ）
- LINE Clova WAVE（2017年10月 - ）
- サントリー「ボス THE CAN COFFEE 俺の微糖」（2019年2月）
- Google Pixel6 「父と娘とGoogle Pixel」（2022年3月）

### スチール
- 損保ジャパン DIY生命 Yahoo広告（2009年1月3日 - 1月31日）
- PENTAX カタログ（2009年10月 - 2010年3月）
- タキイ種苗 WEB・新聞広告（2010年）
- マスセット カタログ（2010年）
- イトーヨーカ堂 チラシ（2010年）
- 日生協 くらしと生協ECサイト WEB（2010年）
- 三越 七五三 カタログ・CM・WEB（2011年）
- ブティック社 「フェルトで作るおままごとの本」（2012年）

### PV
- 成蹊学園 100周年記念 「たしかなあしぶみ」（2011年） - みさ子 役
- ベネッセ こどもちゃれんじ
  - じゃんぷEnglish（2012年3月・5月号）
  - しまじろうEnglish（2013年3月・5月・9月号）
- ЯeaL 「未来コネクション」ミュージックビデオ[31]

### 舞台
- 大逆転！戦国武将誉賑（2025年9月20日 - 10月19日〈予定〉、明治座 / 11月8日 - 24日〈予定〉、大阪新歌舞伎座）[32]

### その他
- ワコール Fit For My Life 下着にまつわるものがたり
  - エピソード1 メイちゃんとお風呂 - メイ 役
  - エピソード9 メイちゃんのコーディネイト - メイ 役
  - スマイルゼミ　夏休み特別映像口座（2022）‐　新井美羽